# Yves Le Floch
Pour les articles homonymes, voir Floc'h.
Yves Le Floch, né le 26 septembre 1947 à Boulogne-Billancourt, est un footballeur et un médecin français. Après une carrière de footballeur, qui le conduit à jouer en Division 1 dans les années 1960 et 1970 sous les couleurs du Stade rennais, et en parallèle à laquelle il mène ses études universitaires, il se consacre rapidement au métier de médecin, spécialisé dans le sport.

## Biographie
La trajectoire d'Yves Le Floch le place comme un footballeur atypique. Après avoir joué au Stade briochin, il arrive à Rennes en 1966 pour y faire ses études de médecine, et intègre en parallèle les rangs du Stade rennais. Jouant principalement avec la réserve rennaise, il fait néanmoins quelques apparitions avec les professionnels en Division 1 lors de la saison 1966-1967, avec des débuts lors d'un match disputé le 12 octobre 1966 face au Stade de Paris.
Privilégiant ses études universitaires vis-à-vis du football, Le Floch attend quatre ans et la saison 1971-1972 pour refaire deux nouvelles apparitions en Division 1. Finalement, son unique saison complète avec les professionnels est la saison 1974-1975 : il dispute 34 matchs de championnat, ce qui ne l'empêche pas de commencer sa spécialisation en médecine sportive,. Cette unique saison au haut niveau se conclut néanmoins par une relégation du Stade rennais en Division 2.
Lors de l'été 1975, Yves Le Floch prend le parti de ses coéquipiers Raymond Keruzoré et Loïc Kerbiriou, exclus du groupe professionnel et en conflit ouvert avec le club et ses dirigeants. Un épisode qui clôt sa période de présence au Stade rennais : Yves Le Floch quitte alors le club pour retrouver le Stade briochin, où il évolue en Division 3,, mais il débute surtout sa carrière de médecin en intégrant l'équipe du Docteur Van Vooren au centre de rééducation de Tréboul, dans le Finistère. Il s'établit ensuite au centre de thalassothérapie de Saint-Jean-de-Monts, en Vendée.

## Statistiques
Le tableau suivant récapitule les statistiques d'Yves Le Floch durant sa carrière professionnelle,.
| Saison                | Club                  | Championnat           | Championnat | Championnat | Coupe(s) nationale(s) | Coupe(s) nationale(s) | Total | Total |
| Saison                | Club                  | Division              | M.          | B.          | M.                    | B.                    | M.    | B.    |
| 1966 - 1967           | Stade rennais         | D1                    | 3           | 0           | 0                     | 0                     | 3     | 0     |
| 1971 - 1972           | Stade rennais         | D1                    | 2           | 0           | 0                     | 0                     | 2     | 0     |
| 1974 - 1975           | Stade rennais         | D1                    | 34          | 0           | 3                     | 0                     | 37    | 0     |
| Total sur la carrière | Total sur la carrière | Total sur la carrière | 39          | 0           | 3                     | 0                     | 42    | 0     |